# BIA 10-2474
BIA 10-2474 — экспериментальный ингибитор гидролазы амидов жирных кислот, разрабатываемый португальской фармацевтической компанией Bial-Portela & Ca. SA. Лекарственный препарат разрабатывается для лечения боли, коррекции настроения и тревожных расстройств, а также двигательных нарушений при нейродегенеративных заболеваниях. Влияет на эндоканнабиноидную систему человека. В январе 2016 г. применение препарата в рамках клинического исследования, проводимого в г. Ренн, Франция, привело к развитию серьёзных нежелательных явлений у 5 пациентов и, по меньшей мере, одному летальному исходу.

## Структура и действие
Возникла путаница относительно точной химической структуры BIA 10-2474. По результатам анализа патентов сначала была приведена неправильная химическая структура. Однако в протоколе клинического исследования, составленном Bial, приводится химическое наименование BIA-10-2474 — 3-(1-(циклогексил(метил)карбамоил)-1H-имидазол-4-ил)пиридин 1-оксид, которая приводится здесь. Bial характеризует BIA 10-2474 в качестве «ингибитора ГАЖК длительного действия».
Гидролаза амидов жирных кислот (ГАЖК) — это фермент, разрушающий эндоканнабиноидные нейромедиаторы, такие как анандамид, уменьшающие боль и способные влиять на пищевое поведение и сон. Ингибиторы гидролазы амидов жирных кислот исследуется при различных расстройствах нервной системы, включая тревогу, алкоголизм, боль и тошноту.
Португальская фармацевтическая компания Bial является держателем нескольких патентов на ингибиторы ГАЖК.

## Доклинические исследования
Опубликовано лишь незначительное количество данных об испытаниях этой молекулы. Министр здравоохранения Франции в пресс-релизе от 15 января 2016 г. заявила о том, что в целях обоснования проведения клинических исследований у здоровых добровольцев препарат прошел испытания на животных, включая шимпанзе. Ряд экспертов в области фармакологии и клинических исследований усомнились в этом заявлении, обращая внимание на то, что изучение лекарственных препаратов на приматах является нечастым, а испытания на шимпанзе крайне редки. Профессор Jackie Hunter, Исполнительный директор Совета по биотехнологическим и биологическим научным исследованиям (BBSRC) Великобритании, заявил, что исследования на нечеловекообразных приматах, если таковые требуются, как правило, проводятся на макаках, а не шимпанзе; более того все остальные ингибиторы ГАЖК, допущенные до клинических исследований, изучались на грызунах и не требовали проведения токсикологических исследований на приматах.

## Летальный исход и серьезные нежелательные явления в ходе клинического исследования I фазы
В июле 2015 г. контрактная исследовательская организация Biotrial по заказу производителя приступила к изучению препарата у человека в клиническом исследовании первой фазы. Уполномоченный орган Франции, Agence Nationale de Sécurité du Médicament (ANSM), выдал разрешение на проведение исследования 26 июня 2015 г., а Брестский региональный этический комитет — 3 июля 2015 г.. Исследование началось 9 июля 2015 г. в г. Ренн и предусматривало включение 128 здоровых добровольцев обоего пола в возрасте 18-55 лет. Согласно данным уполномоченных органов Франции, исследование проводилось в соответствии с 3-этапным дизайном, в рамках которого 90 добровольцев получили препарат в ходе первых двух этапов исследования без каких-либо серьезных нежелательных явлений. Участники исследования должны были получить по €1900 в обмен на двухнедельное пребывание в исследовательском центре Biotrial, в течение которых они должны были бы пройти 10-дневный курс применения препарата и подвергнуться тестам и анализам.
На третьем этапе исследования предусматривалась оценка многократного приема препарата; 7 января 2016 г. шесть добровольцев мужского пола начали принимать препарат внутрь. Первый доброволец был госпитализирован в Университетский госпиталь Ренна 10 января 2016 г. — у него была диагностирована смерть головного мозга, 17 января он скончался. В период с 10 по 13 января также госпитализированы остальные пятеро мужчин из той же дозовой группы: у четверых обнаружены различные поражения, включая геморрагические и некротические очаги, выявленные при МРТ головного мозга. Все шесть госпитализированных мужчин входили в группу, получившую высшую дозу. Невролог медицинского центра Реннского университета, профессор Pierre-Gilles Edan, на пресс-конференции с участием министра здравоохранения Франции заявил, что у 3 из 4 мужчин с неврологическими симптомами «клиническая картина столь тяжела, что имеются опасения того, что даже при наиболее благоприятном развитии событий неизбежны тяжелые необратимые последствия», им вводят кортикостероиды для купирования воспалительных реакций.. У шестого мужчины нежелательные реакции не возникли, однако его госпитализировали и установили за ним наблюдение. Biotrial остановила эксперимент 11 января 2016 г.
Никакие другие данные об исследовании не опубликованы. Исследование не удается найти ни в одном из ключевых реестров клинических исследований, включая EudraCT и ClinicalTrials.gov, которые, как правило, должны содержать данные о разрешенных клинических исследованиях.
Министр здравоохранения Франции Marisol Touraine назвала ситуацию «беспрецедентным несчастным случаем» и обещала провести расследование. 18 января уполномоченные органы сообщили о начале расследования потенциальных ошибок при производстве и транспортировке.

## Сравнение с другими ингибиторами ГАЖК
Прочие фармацевтические компании, включая Merck, Pfizer, Johnson & Johnson и Vernalis, ранее проводили клинические исследования ингибиторов ГАЖК без возникновения подобных нежелательных явлений (например, MK-4409, PF-04457845, JNJ-42165279 и V158866 соответственно). Родственные ингибиторы ферментов — такие соединения, как URB-597 и LY-2183240, — продаются незаконно в качестве синтетических наркотиков. В отношении ни одного из них данные о подобной токсичности не поступали, поэтому механизм токсического действия BIA 10-2474 остается неясным.
После событий в Ренне, Janssen объявил о временном приостановлении применения своего ингибитора ГАЖК JNJ-42165279 в рамках клинических исследований II фазы, объяснив своё решение «мерой предосторожности в связи с небезопасностью другого лекарственного препарата из того же класса». Janssen подчеркивает, что на сегодняшний день ни в одном из клинических исследований JNJ-42165279 о серьёзных нежелательных явлениях не сообщалось. Приостановка продлится до получения новых сведений об исследовании BIA 10-2474.

## Внешние источники
- Bial pipeline
- Urea compounds and their use as faah enzyme inhibitors — Patent
- — Selection patent